# ジアーノ・ディ・フィエンメ
ジアーノ・ディ・フィエンメ（イタリア語: Ziano di Fiemme）は、イタリア共和国トレンティーノ＝アルト・アディジェ州トレント自治県にある、人口約1,800人の基礎自治体（コムーネ）。

## 地理

### 位置・広がり
トレント自治県北東部、ヴァル・ディ・フィエンメに位置するコムーネ。ヴァル・ディ・フィエンメの中心地であるカヴァレーゼから東へ8km、ボルツァーノから南南東へ28km、県都トレントから北東へ41kmの距離にある。

#### 隣接コムーネ
隣接するコムーネは以下の通り。
- カナール・サン・ボーヴォ
- パンキア
- ピエーヴェ・テジーノ
- プレダッツォ

## 行政

### Comunità di valle
トレント自治県が設置した広域行政組織 Comunità di valle 「ヴァル・ディ・フィエンメ」 (it:Comunità territoriale della Val di Fiemme)  （事務所所在地: カヴァレーゼ）に属する。

## 住民

### 言語
| 少数言語話者の割合（2011年） | 少数言語話者の割合（2011年） | 少数言語話者の割合（2011年） | 少数言語話者の割合（2011年） | 少数言語話者の割合（2011年） |
| ---------------------------- | ---------------------------- | ---------------------------- | ---------------------------- | ---------------------------- |
|                              |                              |                              |                              |                              |
| ラディン語                   | ラディン語                   |                              | 1.3%                         | 1.3%                         |
| モケーニ語                   | モケーニ語                   |                              | 0.0%                         | 0.0%                         |
| チンブロ語                   | チンブロ語                   |                              | 0.0%                         | 0.0%                         |

2011年10月9日に行われた国勢調査によれば、住民1680人中22人（1.3%）がラディン語話者であった。

## 人物

### おもな出身者
- レンツォ・ゾルジ - 1970年代に活動したF1ドライバー